# Dolní Benešov
Dolní Benešov település Csehországban, a Opavai járásban. Dolní Benešov Háj ve Slezsku, Kravaře, Bolatice, Bohuslavice és Kozmice településekkel határos. Lakosainak száma 3892 fő (2024. január 1.).

## Népesség
A település lakosságának változását az alábbi diagram mutatja:
| Lakosok száma | 2240 | 2310 | 2524 | 2610 | 4111 | 4370 | 4046 | 4043 | 3939 | 3892 |
|               | 1869 | 1890 | 1921 | 1950 | 1980 | 2001 | 2017 | 2019 | 2022 | 2024 |